# Gagea transversalis
Gagea transversalis là một loài thực vật có hoa trong họ Liliaceae. Loài này được (Pall.) Steven miêu tả khoa học đầu tiên năm 1857.